# Kaana
Kaana is een bestuurslaag in het regentschap Bengkulu Utara van de provincie Bengkulu, Indonesië. Kaana telt 532 inwoners (volkstelling 2010).